# Pixie Lott
Victoria Louise Lott művésznevén Pixie Lott (London, Bromley 1991. január 12.,) angol énekesnő, dalszerző, színésznő és táncos.
Énekesként leszerződött a Mercury Records-hoz (Egyesült Királyság) és az Interscope Records-hoz (USA), majd 2009.-ben kiadták debütáló dalát "Mama Do (Uh Oh, Uh Oh)" címen, ami június 6-án digitális formátumban, majd június 8-án kislemezként is megjelent. Június 14-én azonnal az első helyen debütált az Egyesült Királyság eladási listáján. Lott következő száma, a 2009 szeptemberében megjelent "Boys and Girls", ami szintén első helyen nyitott a szigetországban. Legelső albuma, a Turn It Up 2009. szeptember 14-én jelent meg, és az UK Albums Chart hatodik helyére jutott fel.

## Pályafutása

### 2009-től napjainkig
A nagy sikerre való tekintettel felkérték, hogy a The Sims 3 játékban énekelje el slágerét simlish nyelven. Időközben az is napvilágra került, hogy a 2008-as X-Factor győztesének, Alexandra Burke-nek is írt egy dalt You Broke My Heart címmel, melyet Alexandra Simon Cowell-lel adott elő.
2009. augusztus 15-én a Hoobastankkal, a The All-American Rejects-szel, a Kasabiannal, a Boys Like Girls-szel és a Raygunnal történelmet írtak, hiszen ők léptek fel az Ázsiában először megrendezett MTV World Stage-en először. A rendezvény egyébként Malajziában volt.

## Magánélet
Lott 2010 óta áll kapcsolatban Oliver Cheshire divatmodellel. 2016 novemberében eljegyezték egymást. 2022. június 6-án házasodtak össze az Ely-székesegyházban, a Covid19 miatti késést követően.

## Diszkográfia

### Albumok
- 2009: Turn It Up
- 2011: Young Foolish Happy

### Kislemezek
| Év   | Kislemez                 | Album               |
| ---- | ------------------------ | ------------------- |
| 2009 | Mama Do (Uh Oh, Uh Oh)   | Turn It Up          |
| 2009 | Boys and Girls           | Turn It Up          |
| 2009 | Cry Me Out               | Turn It Up          |
| 2010 | Gravity                  | Turn It Up          |
| 2010 | Turn It Up               | Turn It Up          |
| 2010 | Broken Arrow             | Turn It Up          |
| 2011 | All About Tonight        | Young Foolish Happy |
| 2011 | What Do You Take Me For? | Young Foolish Happy |
| 2012 | Kiss the Stars           | Young Foolish Happy |

## Díjak
| Év   | Hol?                         | Kategória               | Nyerte-e? |
| ---- | ---------------------------- | ----------------------- | --------- |
| 2009 | MTV Europe Music Awards 2009 | Legjobb angol/ír előadó | igen      |
| 2009 | MTV Europe Music Awards 2009 | Legjobb Push előadó     | igen      |
| 2009 | MTV Europe Music Awards 2009 | Legjobb új előadó       | nem       |
| 2009 | MTV Europe Music Awards 2009 | Legjobb európai előadó  | nem       |

## Film és televíziós megjelenések
- 2005: Celebrate the Sound of Music — Louisa von Trapp
- 2007: Genie in the House (Nickelodeon (televízióadó)) — énekes/táncos
- 2008: Shipwrecked: Battle of the Islands
- 2009: Alan Carr: Chatty Man
- 2008: My Super Sweet Sixteen - vendégszereplő
- 2009: National Lottery
- 2009: Live Lounge
- 2009: Freshly Squeezed
- 2009: GMTV
- 2009: Totally Saturday
- 2009: Loose Women
- 2009: Sound
- 2009: The 5:19 Show